# 1974-es síkvízi kajak-kenu világbajnokság
Az 1974-es síkvízi kajak-kenu világbajnokságot a mexikói Mexikóvárosban rendezték 1974-ben. Ez a tizenegyedik kajak-kenu világbajnokság volt. A magyar csapat az éremtáblázaton a harmadik helyezést érte el összesítésben.

## Éremtáblázat
*   Rendező
  *   Magyarország
| Helyezés | Ország        | Arany | Ezüst | Bronz | Összesen |
| -------- | ------------- | ----- | ----- | ----- | -------- |
| 1.       | Szovjetunió   | 6     | 7     | 1     | 14       |
| 2.       | NDK           | 4     | 2     | 2     | 8        |
| 3.       | Magyarország  | 3     | 4     | 3     | 10       |
| 4.       | Románia       | 3     | 2     | 6     | 11       |
| 5.       | Lengyelország | 1     | 2     | 3     | 6        |
| 6.       | Olaszország   | 1     | 0     | 1     | 2        |
| 7.       | Belgium       | 0     | 1     | 0     | 1        |
| 8.       | Csehszlovákia | 0     | 0     | 1     | 1        |
| 8.       | Franciaország | 0     | 0     | 1     | 1        |
| Összesen | Összesen      | 18    | 18    | 18    | 54       |

## Eredmények

### Férfiak

#### Kenu
| Versenyszám | Arany                                               | Arany    | Ezüst                                           | Ezüst    | Bronz                                           | Bronz    |
| ----------- | --------------------------------------------------- | -------- | ----------------------------------------------- | -------- | ----------------------------------------------- | -------- |
| C1 500 m    | Szerhij Petrenko · Szovjetunió                      | 2:03,23  | Klaus Zeisler · NDK                             | 2:04,25  | Ivan Patzaichin · Románia                       | 2:04,31  |
| C1 1000 m   | Vaszil Jurcsenko · Szovjetunió                      | 4:33,23  | Klaus Zeisler · NDK                             | 4:34,68  | Ivan Patzaichin · Románia                       | 4:39,39  |
| C1 10 000 m | Wichmann Tamás · Magyarország                       | 49:48,47 | Vaszil Jurcsenko · Szovjetunió                  | 50:04,24 | Ivan Patzaichin · Románia                       | 51:29,91 |
| C2 500 m    | Alekszandr Vinogradov · Jurij Lobanov · Szovjetunió | 1:48,68  | Georghe Danielov · Gheorghe Simionov · Románia  | 1:50,05  | Tomáš Šach · Jiří Čtvrtečka · Csehszlovákia     | 1:50,73  |
| C2 1000 m   | Vladas Česiūnas · Jurij Lobanov · Szovjetunió       | 4:02,85  | Jerzy Opara · Andrzej Gronowicz · Lengyelország | 4:05,29  | Cherasim Munteanu · Vasile Serghei · Románia    | 4:06,92  |
| C2 10 000 m | Vladas Česiūnas · Jurij Lobanov · Szovjetunió       | 47:12,07 | Buday Tamás · Haraszti Gábor · Magyarország     | 47:39,16 | Alain Alcard · Jean-Paul Cezard · Franciaország | 47:45,86 |

### Nők

#### Kajak
| Versenyszám | Arany                                                           | Arany   | Ezüst                                                                             | Ezüst   | Bronz                                                                      | Bronz   |
| ----------- | --------------------------------------------------------------- | ------- | --------------------------------------------------------------------------------- | ------- | -------------------------------------------------------------------------- | ------- |
| K1 500 m    | Anke Ohde · NDK                                                 | 2:09,64 | Nyina Gopova · Szovjetunió                                                        | 2:13,33 | Maria Cosma · Románia                                                      | 2:15,80 |
| K2 500 m    | Bärbel Köster · Anke Ohde · NDK                                 | 1:56,37 | Victoria Dumitru · Maria Nichiforov · Románia                                     | 2:03,63 | Tőzsér Ilona · Zakariás Mária · Magyarország                               | 2:03,69 |
| K4 500 m    | Ilse Kaschube · Bärbel Köster · Anke Ohde · Carola Zirzow · NDK | 1:40,46 | Nyina Gopova · Larisza Kabakova · Tatyjana Korsunova · Galina Kreft · Szovjetunió | 1:42,61 | Victoria Dumitru · Maria Nichiforov · Maria Cosma · Agafia Orlov · Románia | 1:43,41 |

## A magyar csapat
Az 1974-es magyar vb keret tagjai:
| férfiak kajak | férfiak kajak                                           | férfiak kajak |
| ------------- | ------------------------------------------------------- | ------------- |
| K1 500 m      | Csapó Géza                                              | Ezüstérem     |
| K2 500 m      | Deme József Rátkai János                                | Ezüstérem     |
| K1 1000 m     | Csapó Géza                                              | Aranyérem     |
| K2 1000 m     | Szabó István Bakó Zoltán                                | Aranyérem     |
| K4 1000 m     | Deme József Rátkai János Vargha Csongor Giczy Csaba     | Bronzérem     |
| K1 10 000 m   | Völgyi Péter                                            | Bronzérem     |
| K2 10 000 m   | Csapó Géza Bakó Zoltán                                  | kizárva       |
| K4 10 000 m   | Giczy Csaba Vargha Csongor Szabó István Romhányi Zoltán | Ezüstérem     |
| K1 4 × 500 m  | Angyal Zoltán Deme József Szabó István Svidró József    | 4.            |

| férfi kenu  | férfi kenu                 | férfi kenu |
| ----------- | -------------------------- | ---------- |
| C1 500 m    | Darvas Miklós              | 5.         |
| C2 500 m    | Árva Gábor Povázsai Péter  | 5.         |
| C1 1000 m   | Wichmann Tamás             | 4.         |
| C2 1000 m   | Buday Tamás Haraszti Gábor | 5.         |
| C1 10 000 m | Wichmann Tamás             | Aranyérem  |
| C2 10 000 m | Buday Tamás Haraszti Gábor | Ezüstérem  |

| nők      | nők                                                   | nők       |
| -------- | ----------------------------------------------------- | --------- |
| K1 500 m | Pfeffer Anna                                          | 4.        |
| K2 500 m | Tőzsér Ilona Zakariás Mária                           | Bronzérem |
| K4 500 m | Pfeffer Anna Tőzsér Ilona Rajnai Klára Zakariás Mária | 4.        |